# Pedro (berg)
Pedro är ett berg i Antarktis. Det ligger i Sydshetlandsöarna. Argentina, Chile och Storbritannien gör anspråk på området. Toppen på Pedro är 210 meter över havet.
Terrängen runt Pedro är huvudsakligen kuperad, men västerut är den platt. Havet är nära Pedro åt nordost. Trakten är obefolkad. Det finns inga samhällen i närheten. 